# Produção editorial
Produção Editorial é a transformação de um projeto original em uma publicação atraente. A tarefa do profissional é desenvolver e coordenar projetos editoriais, nas mídias impressa, eletrônica e digital, em todos os seus.
A área de atuação em Produção Editorial é bastante ampla, porque a profissão trata de tudo o que é "editável", podendo englobar todas as mídias. Dentro de cada uma, o profissional atua em várias etapas do processo de edição - da seleção de originais à produção gráfica, da consultoria de tendências editoriais à revisão de um produto.
O campo de atuação em Produção Editorial pode se confundir em alguns momentos com o do Jornalismo, Publicidade e até do Design Gráfico, mas é basicamente o da edição de livros, revistas, encartes de CDs e folders publicitários, na mídia impressa, de vídeos, filmes e áudios (TV, cinema e rádio) na mídia eletrônica, e de CDs-ROM e páginas da Internet, na mídia digital.
O curso de Produção Editorial oferece uma formação profissional abrangente, com enfoque em todas as fases da edição, para que ao final dos quatro anos ele esteja habilitado não apenas a atuar em cada uma das etapas do processo, mas também a coordenar o trabalho de outros profissionais especializados. Conforme a universidade será um Curso ou uma habilitação de Comunicação Social. Em algumas instituições, é denominada Editoração ou Editoração Multimídia.
O principal nicho de trabalho para os graduados está em editoras comerciais, escritórios de prestação de serviços editoriais e empresas de comunicação em geral. Destaca-se atualmente o papel de profissionais autônomos em atividades de produção e consultoria. Algumas áreas em expansão são as de livros didáticos, publicações científicas e institucionais. Além disso, é possível exercer atividades de pesquisa e docência em instituições de ensino técnico e superior.
O curso de Produção Editorial tem como objetivo formar profissionais com habilidades e competências específicas para o exercício profissional no campo das mídias impressas, eletrônicas e digitais. O graduando recebe uma formação humanística e técnica que contempla as novas tecnologias de comunicação e informação, as artes, o gerenciamento dos processos de editoração e as relações sociais.
Capacitar o aluno para atuar no mercado da comunicação social, desde a concepção da ideia até o desenvolvimento, divulgação e distribuição dos produtos de comunicação, o curso prepara o aluno em oito semestres para trabalhar em diversos segmentos do mercado, como: editoras, gráficas, bureaus de criação, agências de publicidade, produtoras vídeo, estúdios fotográficos, empresas de websites, CD-ROMs, além de departamentos de comunicação e marketing de empresas públicas e privadas e projetos culturais.
Um diferencial do curso é sua estrutura laboratorial que oferece laboratórios de informática, de rádio, televisão e fotografia além de várias atividades complementares como: eventos, palestras, oficinas e workshops.
A área de atuação do produtor editorial abrange as três mídias (impressa, digital e eletrônica), sendo potencialmente bastante ampla, principalmente para a atuação multimídia, isto é, na formatação de produtos que agregam mais de uma mídia. A atuação do produtor pode dar-se na criação de projetos de produtos, no gerenciamento do processo de produção, bem como na execução do produto. Dessa forma, o produtor editorial pode atuar nos processos de produção de registros sonoros, videográficos e digitais, tais como CDs, vídeos, edição de páginas e outras publicações em internet, além de saber desenvolver ações de planejamento, organização e sistematização dos processos editoriais, tais como o acompanhamento gráfico de produtos editoriais, seleção de originais, projetos de obras e publicações, planejamento e organização de séries e de coleções, planejamento de distribuição, veiculação e tratamento de produtos editoriais.